# Ceratomia catalpae
Ceratomia catalpae är en fjärilsart som beskrevs av Jean Baptiste Boisduval 1875. Ceratomia catalpae ingår i släktet Ceratomia och familjen svärmare. Inga underarter finns listade i Catalogue of Life.

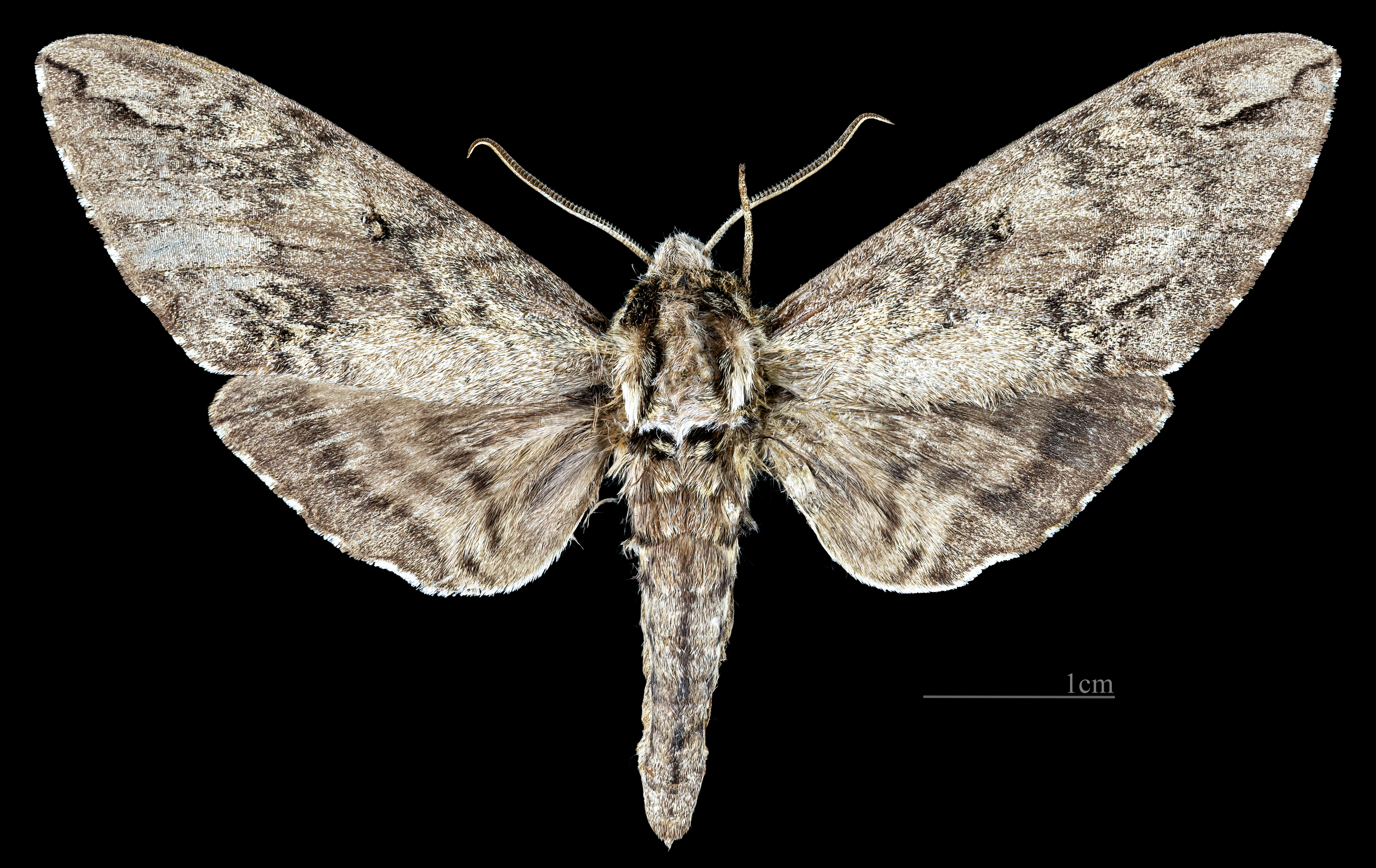
♂
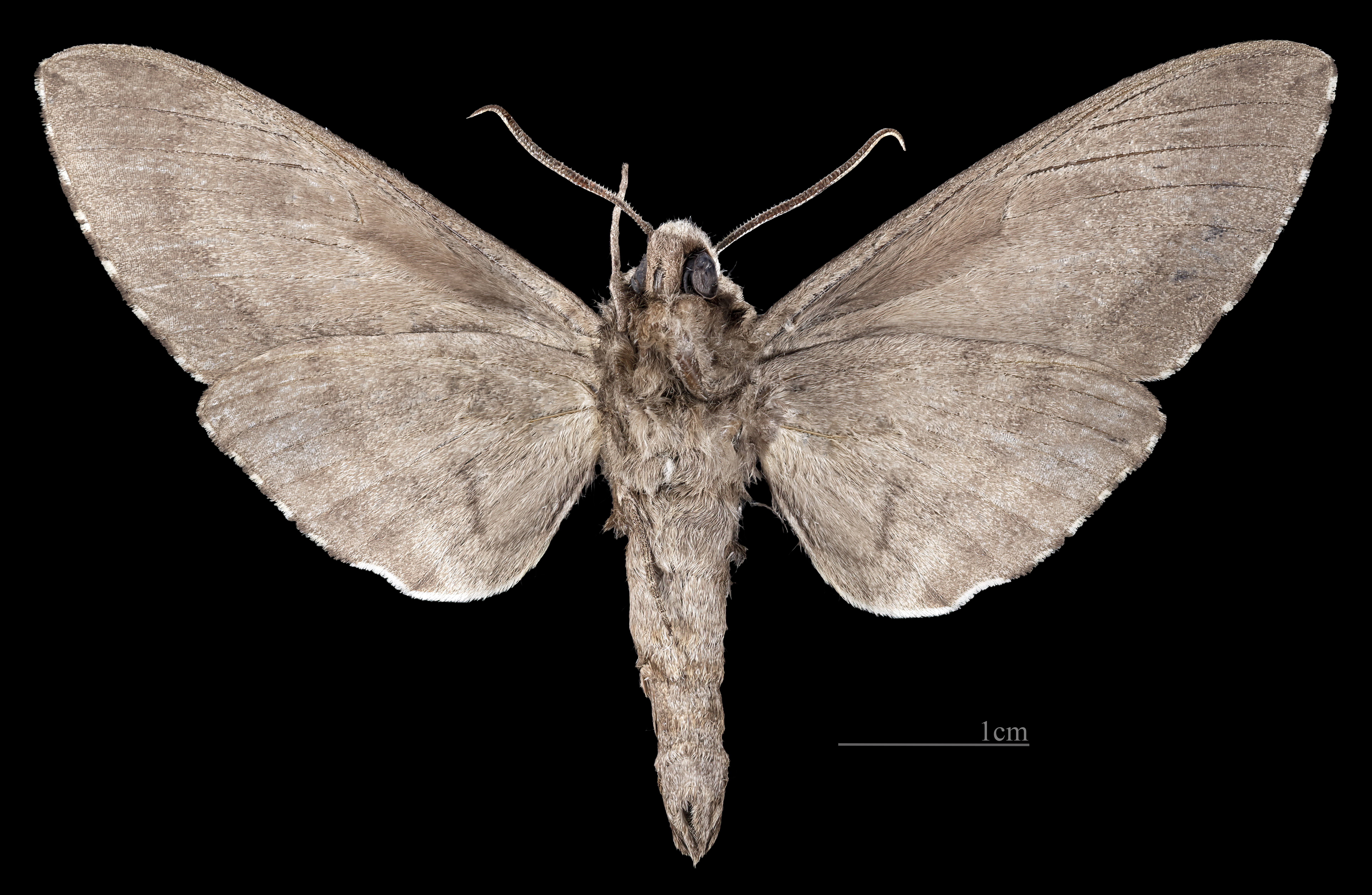
♂ △

## Bildgalleri

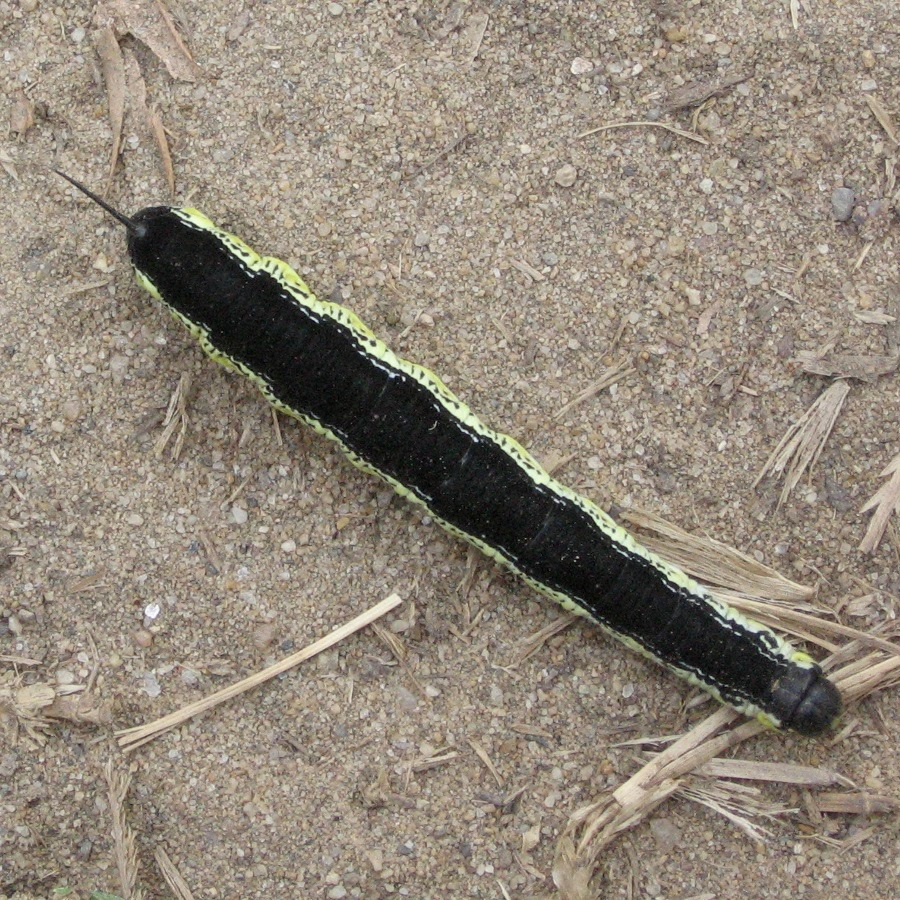
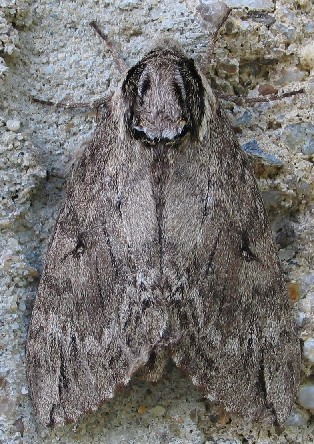